# Danijel Premerl
Danijel Premerl, né le 23 janvier 1904 à Krapina (alors en Autriche-Hongrie) et mort le 1er octobre 1975 à Zagreb (en Yougoslavie) est un joueur de football croate, international yougoslave.
Considéré comme le meilleur défenseur central yougoslave d'avant la Seconde Guerre mondiale, il compte 29 sélections (et un but) en équipe de Yougoslavie de 1925 à 1932, notamment lors des Jeux olympiques de 1928.

## Biographie
Formé au HAŠK, il y joue en équipe première à partir de 1921, où ses qualités athlétiques lui permettent de briller. Il fait ses débuts en équipe nationale le 28 octobre 1925. En 1926 il est entraineur-joueur du ZŠK Viktorija (hr) pendant un an. Il rejoint ensuite le Concordia Zagreb, avec lequel il remporte le championnat de Yougoslavie en 1930 et 1932. En 1932 il signe au Građanski, avec lequel il remporte un 3e titre en 1937. Il est l'un des rares joueurs à avoir porté les couleurs des trois principaux clubs d'avant-guerre de la capitale serbe, avec Slavin Cindrić notamment. De 1939 à 1941, il termine sa carrière au ZŠK Viktorija. 
Capitaine régulier de la sélection nationale, notamment pour les Jeux olympiques de 1928, il est privé de la Coupe du monde de football de 1930 à la suite du boycott décrété par les clubs serbes. Il honore sa 29e et dernière sélection le 30 juin 1932 contre la Bulgarie.
Employé après guerre dans la banque, il occupe en parallèle des fonctions de formateur et d'entraineur amateur. Mort en 1975, il est enterré au cimetière de Mirogoj. 